# Velothon Stockholm
El Velothon Stockholm és una competició ciclista sueca d'un sol dia que es disputa a Estocolm. Creada el 2015, ja va entrar al calendari de l'UCI Europa Tour.

## Palmarès
| Any  | Vencedor   | Segon            | Tercer            |
| ---- | ---------- | ---------------- | ----------------- |
| 2015 | Marko Kump | Daniel Hoelgaard | Grzegorz Stepniak |